# Heinrich Remy
Heinrich Gerhard Everhard Remy (* 20. September 1890 in Weeze; † 27. November 1974 in Hamburg) war ein deutscher Chemiker und Professor.
1914 promovierte er bei Ernst Hermann Riesenfeld in Freiburg und wurde 1914 Assistent in Gießen. Es folgte 1914–1918 Kriegsdienst. 1918–1922 war er Assistent/Privatdozent in Göttingen.
1920 erfolgte die Habilitation in Göttingen. Ab 1922 war Remy außerordentlicher Professor für Anorganische Chemie am Chemischen Staatsinstitut der Universität Hamburg, Institut für Anorganische Chemie, wo er 1946 einen Lehrstuhl erhielt. Zum 1. Mai 1933 trat Remy der NSDAP bei (Mitgliedsnummer 2.998.467). Er unterzeichnete am 11. November 1933 das Bekenntnis der Professoren an den deutschen Universitäten und Hochschulen zu Adolf Hitler und dem nationalsozialistischen Staat.
Sein Arbeitsgebiet umfasste die Chemie der Eisen-Fluor-Verbindungen, die Phosphorchemie, Arbeiten über Katalysatoren, Koordinationsverbindungen und Fragen der Nomenklatur anorganischer Verbindungen.
Er veröffentlichte 1931 die erste Auflage seines Lehrbuchs der Anorganischen Chemie, das bis 1973 13 Auflagen hatte.
Er war seit 1910 Mitglied der katholischen Studentenverbindung KDStV Hercynia Freiburg im Breisgau.